# 东方红6型柴油机车
东方红6型柴油机车是中国铁路使用的柴油机车車型之一，由资阳内燃机车厂于1981年研制成功。资阳内燃机车厂应广州黄埔港务管理局的订货要求，在东方红4型、东方红5型柴油机车的基础上，于1981年设计试制了用于调车和小运转的2000马力液力传动调车机车，并将其命名为东方红6型柴油机车。1981年12月14日，东方红6型0001号机车正式出厂并交付黄埔港务管理局，于1982年1月开始在黄埔新港铁路专用线投入运用。东方红6型柴油机车采用了大量与东方红4型机车通用的零部件，机车装用一台16V200Z型柴油机及ZJ2020/G型液力传动箱，柴油机装车功率为2000马力，是迄今为止中国国内功率最大的液力传动调车柴油机车，也是中国首次在单机组液力传动机车上采用三轴转向架。1982年7月，由于铁道部要求资阳内燃机车厂停止东方红4型机车和16V200Z型柴油机的试制试验，东方红6型机车仅试制一台之后就没有进一步的发展。

## 技术特点

### 总体布置
东方红6型柴油机车是用于调车及小运转任务的2000马力液力传动柴油机车，采用全钢电焊、单司机室、外走廊结构的罩式车体，车体从前端至后端分为动力室、传动冷却室、司机室和辅助室四个部分。动力室内装有一台柴油机及燃油系统、机油系统、预热锅炉等附属设备。传动冷却室的下方设有一台液力变速箱，上方设有V型结构的散热器组，以及两个经由液力偶合器驱动的冷却风扇，冷却室内还设有液力传动油热交换器和膨胀水箱。司机室内设有两个按对角线斜对称布置的司机操纵台，以及电子控制柜和手制动装置等设备。辅助室内设有电源装置、空气压缩机、空气制动机、总风缸等设备。车体下方两台转向架之间的空间，吊挂着燃油箱和铅酸蓄电池组。

### 柴油机
东方红6型柴油机车装用一台16气缸、V型结构、预燃室式、涡轮增压、中间冷却的16V200Z型四冲程高速柴油机，气缸夹角为45°，气缸内径200毫米、活塞行程220毫米，采用灰铸铁机体、合金铸铁气缸套、半隧道式曲轴箱、悬挂式合金钢全纤维锻压曲轴、铝合金低压铸造活塞。标定功率为2250马力，装车功率为2000马力，额定转速为每分钟1500转。

### 传动系统
东方红6型柴油机车是单机组设计的六轴柴油机车，由一套液力传动装置驱动全部六根车轴，传动系统包括液力变速箱、万向轴、车轴齿轮箱等部件。液力变速箱安装在主车架中部靠近动力室一侧，柴油机通过万向轴将功率传递到液力传动箱，再从液力变速箱下部的两端输出法兰，分别以万向轴传给转向架中间轴（第二、五轴）上的车轴齿轮箱，最后再通过万向轴将扭矩传送给第一、三、四、六轴的车轴齿轮箱，从而驱动轮对并产生牵引力。
东方红6型柴油机车使用资阳内燃机车厂设计的ZJ2020/G型液力变速箱，它是在东方红4型机车所使用的ZJ2022型液力变速箱的基础上，从单端输出改为双端输出并增设工况齿轮机构而成，内装有一个B46型起动变扭器和一个B85型运转变扭器，当输入转速为每分钟1500转时，变速箱最大输入功率为1752马力。工况齿轮机构设有调车和小运转两档，使机车既能用于调车作业（最高速度为45公里/小时，持续速度为8.5公里/小时），又能用于干线小运转作业（最高速度为90公里/小时，持续速度为17公里/小时）。此外，东方红6型机车的机械换向机构还设有自动合齿装置，使液力传动调车机车的换向时间不迟于电传动调车机车。

## 参看
- 东方红1型柴油机车
- 东方红2型柴油机车
- 东方红3型柴油机车
- 东方红4型柴油机车
- 东方红5型柴油机车